# Winikon LU

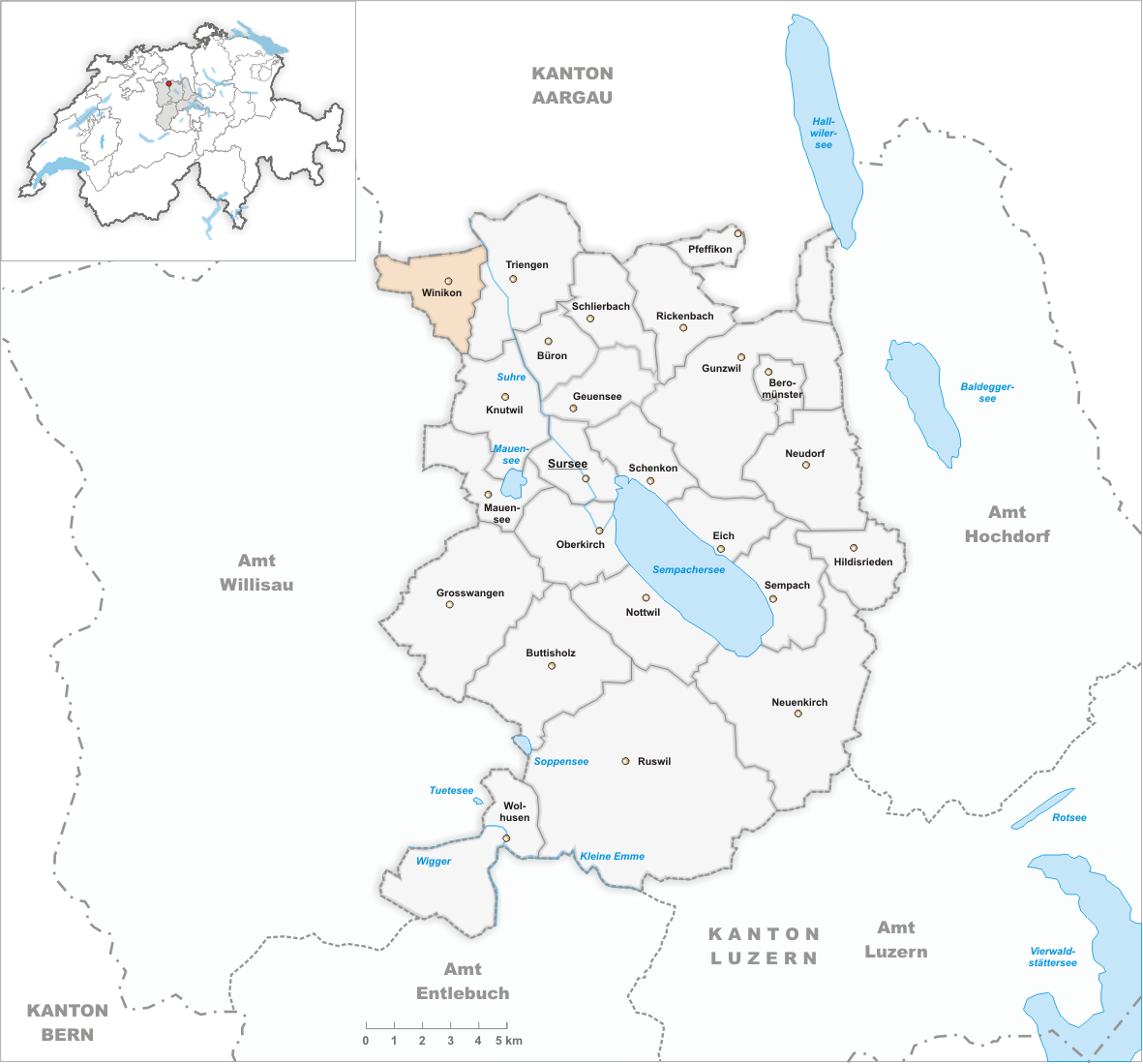
Gemeindestand vor der Fusion am 1. Januar 2009

Winikon war bis zum 31. Dezember 2008 eine politische Gemeinde im damaligen Amt Sursee des Kantons Luzern in der Schweiz.
Auf den 1. Januar 2009 hat Winikon mit Triengen zur Gemeinde Triengen fusioniert.

## Geographie
Winikon liegt im Suhrental an der Grenze zum Kanton Aargau. Der Ort besteht aus dem Dorf, durch den der Dorfbach fliesst, und zahlreichen Häusergruppen und Einzelgehöften.
Die Nordgrenze der ehemaligen Gemeinde verlief in leichter Südwestrichtung von der Suhre hinüber zur Uerke. Die Gemeindegrenze folgte dem Lauf des Bachs bachaufwärts und drehte dann nach Südosten bis hin zur Strasse Uffikon-Winikon. Bis westlich vom Wydehubel (702 m ü. M.) verlief sie entlang dieser Strasse. Dann ging sie nach Südosten, um südwestlich von Dieboldswil nach Norden abzudrehen. Stets in nördlicher Richtung verlaufend ging die Gemeindegrenze wieder zurück zur Suhre, auf die sie leicht nordöstlich des Dorfs traf.
Der gesamte Westen der ehemaligen Gemeinde ist von Wald bedeckt. Im Wald bei Lunggerain war auf 754 m ü. M. auch der höchste Punkt der Gemeinde. Der grösste dieser Wälder im Westen ist der Buechewald östlich der Uerke. Der Rest des früheren Gemeindegebiets ist beinahe waldlos. An der Nordgrenze liegen einige Weiher, welche nach der Trockenlegung des gesamten Moorgebiets an der Suhre entstanden.
Vom alten Gemeindeareal von 760 ha werden 63,8 % landwirtschaftlich genutzt. Fast 30 % – genauer 29,3 % – sind von Wald und Gehölz bedeckt und 6,8 % Siedlungsfläche.

## Nachbargemeinden
Winikon grenzte an Dagmersellen, Knutwil, Reiden und Triengen im Kanton Luzern sowie an Reitnau im Kanton Aargau.

## Bevölkerung

### Bevölkerungsentwicklung
| Bevölkerungsentwicklung | Bevölkerungsentwicklung |
| Jahr                    | Einwohner               |
| ----------------------- | ----------------------- |
| 1745                    | 430                     |
| 1798                    | 532                     |
| 1816                    | 695                     |
| 1837                    | 792                     |
| 1850                    | 879                     |
| 1900                    | 560                     |
| 1910                    | 570                     |
| 1960                    | 573                     |
| 1970                    | 525                     |
| 1980                    | 526                     |
| 1990                    | 697                     |
| 2000                    | 788                     |
| 2004                    | 740                     |

Die Bevölkerung wuchs von 1745 bis 1850 rasch an (1745–1850: + 104,4 %) und verdoppelte sich. Dann geriet die Gemeinde in den Sog der Landflucht von den Landgemeinden in die Industriegebiete, und die Bevölkerung sank bis 1900 wieder auf den Stand von 1798 (1850–1900: − 36,3 %). Anschliessend folgte bis 1960 ein Auf und Ab. Die Bevölkerung war 1960 gleich tief wie 1910 (1910–1960: + 0,5 %) und nur leicht höher als im Jahr 1900 (1900–1960: + 2,3 %). Das Jahr 1970 brachte den absoluten Bevölkerungstiefststand mit 525 Einwohnern. Gegenüber dem Höchststand von 1850 ist dies ein Minus von 40,3 %. Die Einwohnerzahl stagnierte danach ein Jahrzehnt lang. Dann stieg sie erheblich – um die Hälfte – an bis zum Jahr 2000 (1980–2000: + 49,8 %). Seither ist sie wieder rückläufig (2000–2004: − 6,1 %).

### Sprachen
Die Bevölkerung benutzt als Alltagssprache eine hochalemannische Mundart. Bei der letzten Volkszählung im Jahr 2000 gaben 90,39 % Deutsch, 3,28 % Albanisch und 1,86 % Serbokroatisch als Hauptsprache an.

### Religionen – Konfessionen
Früher waren alle Bewohner Mitglied der Römisch-Katholischen Kirche. Heute (Stand 2000) sieht die religiöse Zusammensetzung der Einwohnerschaft wie folgt aus: Es gibt 66,75 % römisch-katholische, 14,59 % evangelisch-reformierte und 0,63 % orthodoxe Christen. Daneben findet man 5,96 % Muslime und 4,82 % Konfessionslose. Die Muslime wie die Orthodoxen stammen aus Serbien-Montenegro (Albaner, Serben und Montenegriner).

### Herkunft – Nationalität
Von den 744 Einwohnern Ende 2006 waren 687 Schweizer und 57 (= 7,7 %) Ausländer. Anlässlich der letzten Volkszählung waren 88,71 % (einschliesslich Doppelbürger 90,23 %) Schweizer Staatsangehörige. Die Einwanderergruppen kommen aus Serbien-Montenegro (Albaner und Slawen), Deutschland, Italien und Portugal.

## Verkehr
Winikon ist durch die Postautolinie Sursee-Schöftland ans Netz des Öffentlichen Verkehrs angeschlossen. Winikon liegt an der Strasse Sursee-Schöftland. Die nächstgelegenen Autobahnanschlüsse sind Sursee in 9 km und Dagmersellen in 10 km Entfernung. Beide liegen an der A2.

## Geschichte
Das Gebiet von Winikon hat eine lange Siedlungsgeschichte. Ein Steinbeil aus der Steinzeit, ein Grab aus der Hallstattperiode und Überreste aus der Römerzeit (eine Villa und Kalkbrennöfen wurden ausgegraben) zeugen davon. Erstmalige namentliche Erwähnung findet Wininchon im ersten Urbar des Klosters Engelberg aus den Jahren 1178/1197. Die Gemeinde unterstand bis 1407 der Herrschaft der Habsburger, für welche die Herren von Büron (später auch Freiherren von Aarburg genannt) das Gebiet verwalteten. Winikon geriet als Teil der Grafschaft Willisau durch Kauf an die Stadt Luzern, welche 1455 auch die niedere Gerichtsbarkeit erwarb und die Gemeinde bis 1798 der Landvogtei Büron-Triengen unterstellte. Danach gehörte Winikon bis 1803 zum Distrikt Sursee und seither zum damals neu geschaffenen Amt Sursee.

## Sehenswürdigkeiten
- Bemerkenswert ist die spätbarocke Pfarrkirche St. Maria Himmelfahrt, die über einen Grossteil des Suhrentals sichtbar ist[1].

## Persönlichkeiten
- Hans Bachmann (1852–1917), Maler und Kunstlehrer, hier geboren
- David Kaufmann (* 1983), TV-Moderator, hier geboren